# Dan Monahan
Dan Monahan (Ohio, 20 luglio 1955) è un attore statunitense.

## Filmografia

### Cinema
- Paradiso blu, regia di Joe D'Amato (1980)
- Solo quando rido (Only When I Laugh), regia di Glenn Jordan (1981)
- Porky's - Questi pazzi pazzi porcelloni! (Porky's), regia di Bob Clark (1981)
- Porky's II - Il giorno dopo (Porky's II: The Next Day), regia di Bob Clark (1983)
- Zattere, pupe, porcelloni e gommoni (Up the Creek), regia di Robert Butler (1984)
- Porky's III - La rivincita! (Porky's Revenge), regia di James Komack (1985)
- Colpo di scena (From the Hip), regia di Bob Clark (1987)
- Il principe di Pennsylvania (The Prince of Pennsylvania), regia di Ron Nyswaner (1988)
- The Night Flier, regia di Mark Pavia (1997)
- Shattered Illusions, regia di Becky Best (1998)
- Un genio in pannolino (Baby Geniuses), regia di Bob Clark (1999)
- Romeo and Juliet, regia di Colin Cox (2000)

### Televisione
- La famiglia Bradford (Eight Is Enough) – serie TV, 2 episodi (1978-1979)
- Alla conquista del west (How the West Was Wo) – serie TV, episodio 3x01 (1979)
- ABC Afterschool Specials – serie TV, episodio 7x06 (1979)
- Le avventure di Huckleberry Finn (The Adventures of Huckleberry Finn), regia di Jack B. Hively – film TV (1981)

## Doppiatori italiani
Nelle versioni in italiano delle opere in cui ha recitato, Dan Monahan è stato doppiato da:
- Massimo Rossi in Porky's - Questi pazzi pazzi porcelloni!, Porky's II - Il giorno dopo, Porky's III - La rivincita
- Massimo Giuliani in La famiglia Bradford (ep. 3x14)
- Mauro Gravina in La famiglia Bradford (ep. 3x15)
- Vittorio De Angelis in The Night Flier